# Giuseppe Di Vittorio
Giuseppe Di Vittorio (ur. 11 sierpnia 1892 w Cerignoli, zm. 3 listopada 1957 w Lecco k. Mediolanu) – włoski działacz komunistyczny i związkowy.

## Życiorys
Od 1912 działał w Unione Sindicale Italiana (Włoskiej Unii Związków Zawodowych), wiele razy był aresztowany za organizowanie strajków robotników rolnych. Był ochotnikiem walczącym w I wojnie światowej, w 1921 został deputowanym, w 1924 wstąpił do WPK.
W 1926 został aresztowany za działalność komunistyczną, w 1927 uciekł do Francji, w 1930 wszedł do kierownictwa emigracyjnej WPK i został sekretarzem nielegalnej włoskiej Powszechnej Konfederacji Pracy. Walczył w Brygadach Międzynarodowych podczas wojny domowej w Hiszpanii, w 1941 został deportowany do Włoch i uwięziony tam do 1943.
Po wypuszczeniu w latach 1943–1945 działał w ruchu oporu, 9 czerwca 1944 był jednym z sygnatariuszy tzw. paktu rzymskiego, czyli porozumienia o współpracy między komunistami, socjalistami i chadeckim ruchem związkowym. Był jednym z założycieli Włoskiej Powszechnej Konfederacji Pracy (CGIL). W 1945 ponownie został deputowanym, a w 1946 członkiem KC WPK. Od 1945 był wiceprzewodniczącym, a od 1949 przewodniczącym Światowej Federacji Związków Zawodowych.